# Lijst van schilderijen in het Rijksmuseum Amsterdam/Sn-Sz
Lijst van schilderijen in het Rijksmuseum Amsterdam met werken van schilders van wie de achternaam begint met de letters Sn t/m Sz. Vermeldingen in het grijs geven aan dat het werk geen deel meer uitmaakt van de collectie van het Rijksmuseum, bijvoorbeeld omdat het in bruikleen gegeven is aan een andere instelling of omdat het teruggegeven is aan de bruikleengever.
| Inventarisnummer | Toeschrijving                                | Titel | Datering      | Afbeelding |
| ---------------- | -------------------------------------------- | --- | ------------- | ---------- |
| SK-A-857         | Pieter Snayers                               | Een belegering van een stad | 1612-1666     |            |
| SK-A-1555        | Pieter Snayers                               | Een veldslag | 1615-1650     |            |
| SK-A-726         | Peter Snijers                                | De koopvrouw | 1700-1752     |            |
| SK-A-378         | Frans Snyders                                | Stilleven met klein dood wild en vruchten                                                                                      | 1600-1657     |            |
| SK-A-379         | Frans Snyders                                | Stilleven met groot dood wild, vruchten en bloemen                                                                             | 1600-1657     |            |
| SK-A-5068        | Trubus Soedarsono                            | Portret van de moeder van de kunstenaar: 'Iboekoe'                                                                             | 1946          |            |
| SK-A-1490        | Gerrit Jacobus van Soeren                    | Heimwee | 1884          |            |
| SK-A-996         | Naar Francesco Solimena                      | De verheerlijking van de heilige Dominicus                                                                                     | 1710-1785     |            |
| SK-A-332         | Hendrick van Someren                         | De roker; allegorie op de vergankelijkheid                                                                                     | 1615-1625     |            |
| SK-A-763         | Toegeschreven aan Jan Frans van Son          | Marmeren borstbeeld omgeven door een festoen van vruchten                                                                      | 1680-1718     |            |
| SK-A-3025        | Jacobus Sörensen                             | Portret van de heer en mevrouw Thijssen op het ijs                                                                             | 1845          |            |
| SK-A-1682        | Hendrick Martensz. Sorgh                     | Portret van Huybert Duyfhuys                                                                                                   | 1630-1670     |            |
| SK-C-227         | Hendrick Martensz. Sorgh                     | De vismarkt | 1650-1670     |            |
| SK-A-495         | Hendrick Martensz. Sorgh                     | De luitspeler | 1661          |            |
| SK-A-717         | Hendrick Martensz. Sorgh                     | De groentemarkt | 1662          |            |
| SK-A-494         | Hendrick Martensz. Sorgh                     | Storm op de Maas | 1668          |            |
| SK-A-586         | Naar Hendrick Martensz. Sorgh                | Portret van Witte Cornelisz. de With                                                                                           | 1657          |            |
| SK-A-5052        | Gerard van Spaendonck                        | Bloemstilleven met albasten vaas                                                                                               | 1783          |            |
| SK-C-395         | Johannes Spilberg (I)                        | Schuttersmaaltijd met kolonel Jan van de Poll en kapitein Gijsbert van de Poll                                                 | 1650          |            |
| SK-A-1258        | Naar Johannes Spilberg (II)                  | Portret van Jan van de Poll | 1650-1700     |            |
| SK-A-1262        | Naar Johannes Spilberg (II)                  | Portret van Harmen van de Poll                                                                                                 | 1650-1700     |            |
| SK-A-1583        | Hendrik Spilman                              | Zelfportret met zijn vrouw Sanneke van Bommel en hun twee kinderen                                                             | 1761-1784     |            |
| SK-C-527         | Guillaume de Spinny                          | Portret van Hendrik Lijnslager                                                                                                 | 1759          |            |
| SK-A-1271        | Guillaume de Spinny                          | Portret van een dame uit de familie van de Poll, vermoedelijk Anna Maria Dedel                                                 | 1762          |            |
| SK-A-3826        | Guillaume de Spinny                          | Portretten van Willem V, prins van Oranje, en Wilhelmina, prinses van Pruisen                                                  | 1775          |            |
| SK-A-3827        | Guillaume de Spinny                          | Portretten van Willem V, prins van Oranje, en Wilhelmina, prinses van Pruisen                                                  | 1775          |            |
| NG-2008-11       | Jacob Spoel                                  | Damesgezelschap bekijkt stereoscoopfoto's                                                                                      | 1835-1868     |            |
| SK-A-1964        | Jacob Spoel                                  | Portret van Bernhard van Saksen-Weimar-Eisenach                                                                                | 1840-1862     |            |
| SK-A-2541        | Jacob Spoel                                  | Portret van Mevrouw A.J. Schmidt-Keiser, met haar broer J.N. Keiser en haar tienjarig zoontje                                  | 1858          |            |
| SK-A-3804        | Jacob Spoel                                  | Portret van Charles Ferdinand Pahud                                                                                            | 1863-1868     |            |
| SK-A-3888        | Bartholomeus Spranger                        | Venus en Adonis | Ca. 1585-1590 |            |
| SK-A-5073        | Bartholomeus Spranger                        | Engelen dragen het lichaam van Christus (Engelenpietà)                                                                         | Ca. 1587      |            |
| SK-A-1713        | Jacob van Spreeuwen                          | Filosoof in zijn studeervertrek                                                                                                | 1645          |            |
| SK-A-4875        | Cornelis Springer                            | Gezicht op Den Haag | Ca. 1850-1852 |            |
| SK-A-4870        | Cornelis Springer                            | Gezicht op Den Haag, vanaf de Delftse vaart in de 17e eeuw                                                                     | 1852          |            |
| SK-A-2388        | Cornelis Springer                            | De Zuiderhavendijk in Enkhuizen                                                                                                | 1868          |            |
| SK-A-3124        | Omgeving van Francesco Squarcione            | Maria met kind | Ca. 1440-1450 |            |
| SK-A-756         | Adriaen van Stalbemt                         | Bergachtig landschap | 1600-1640     |            |
| SK-A-1581        | Pieter Stalpaert                             | Heuvelachtig landschap | 1635          |            |
| SK-A-1341        | Jan Woutersz. Stap                           | Het kantoor van de notaris | Ca. 1629      |            |
| SK-A-2426        | Jan Woutersz. Stap                           | Het kantoor van de rentmeester                                                                                                 | 1636          |            |
| SK-C-1394        | Gherardo Starnina                            | Twee evangelisten | Ca. 1407      |            |
| SK-A-3979        | Gherardo Starnina                            | Twee evangelisten | Ca. 1407      |            |
| SK-C-1395        | Gherardo Starnina                            | Twee evangelisten | Ca. 1407      |            |
| SK-A-3980        | Gherardo Starnina                            | Twee evangelisten | Ca. 1407      |            |
| SK-A-381         | Jan Adriaensz. van Staveren                  | Een biddende kluizenaar in een ruïne                                                                                           | 1650-1668     |            |
| SK-C-228         | Jan Adriaensz. van Staveren                  | Een kluizenaar in een ruïne | 1650-1668     |            |
| SK-A-2321        | Jan Adriaensz. van Staveren                  | De dokter | 1650-1669     |            |
| SK-A-382         | Naar Jan Adriaensz. van Staveren             | De schoolmeester | 1650-1750     |            |
| SK-A-387         | Jan Steen                                    | De kwakzalver | 1650-1660     |            |
| SK-A-391         | Jan Steen                                    | De ketelschuurster | 1650-1660     |            |
| SK-C-880         | Jan Steen                                    | Erysichthon verkoopt zijn dochter Mestra                                                                                       | 1650-1660     |            |
| SK-A-2572        | Jan Steen                                    | Erysichthon verkoopt zijn dochter Mestra                                                                                       | 1650-1660     |            |
| SK-A-4981        | Jan Steen                                    | Adolf en Catharina Croeser aan de Oude Delft                                                                                   | 1655          |            |
| SK-A-4052        | Jan Steen                                    | Het toilet | 1655-1660     |            |
| SK-C-232         | Jan Steen                                    | Het dronken paar | Ca. 1655-1665 |            |
| SK-A-390         | Jan Steen                                    | Bakker Arent Oostwaard en zijn vrouw Catharina Keizerswaard                                                                    | 1658          |            |
| SK-A-386         | Jan Steen                                    | De papegaaiekooi | Ca. 1660-1670 |            |
| SK-A-384         | Jan Steen                                    | Prinsjesdag | 1660-1679     |            |
| SK-C-233         | Jan Steen                                    | Een drinkend paar | 1660-1679     |            |
| SK-A-718         | Jan Steen                                    | De dansles | 1660-1679     |            |
| SK-A-3347        | Jan Steen                                    | Tweeërlei spel | 1660-1679     |            |
| SK-A-3509        | Jan Steen                                    | De aanbidding der herders | 1660-1679     |            |
| SK-C-231         | Jan Steen                                    | Familietafereel | 1660-1679     |            |
| SK-A-385         | Jan Steen                                    | Het Sint Nicolaasfeest | Ca. 1663-1665 |            |
| SK-C-230         | Jan Steen                                    | De zieke vrouw | Ca. 1663-1666 |            |
| SK-A-1932        | Jan Steen                                    | De Emmaüsgangers | Ca. 1665-1668 |            |
| SK-C-229         | Jan Steen                                    | Het vrolijke huisgezin | 1668          |            |
| SK-A-383         | Jan Steen                                    | Zelfportret | Ca. 1670      |            |
| SK-A-389         | Jan Steen                                    | Het vrolijk huiswaartskeren | 1670-1679     |            |
| SK-A-3984        | Jan Steen                                    | Het offer van Iphigenia | 1671          |            |
| SK-A-388         | Jan Steen                                    | Boerenbruiloft | 1672          |            |
| SK-A-392         | Toegeschreven aan Jan Steen                  | De kwakzalver | 1650-1679     |            |
| SK-A-1763        | Naar Jan Steen                               | De kegelaars | 1658-1700     |            |
| SK-A-393         | Naar Jan Steen                               | Man met een viool in slecht gezelschap                                                                                         | 1670-1700     |            |
| SK-A-2053        | Jan van der Steen                            | Gezicht op de Dardanellen | 1770-1780     |            |
| SK-A-2054        | Jan van der Steen                            | Gezicht op de Bosporus, genomen ter hoogte van Beykoz naar het noordwesten, met op de achtergrond het aquaduct van Justinianus | Ca. 1770-1780 |            |
| SK-A-2056        | Jan van der Steen                            | Gezicht op Constantinopel en het Serail vanuit de Zweedse ambassade te Pera                                                    | Ca. 1770-1780 |            |
| SK-A-1528        | Harmen Steenwijck                            | Stilleven met aarden kruik, vissen en vruchten en Stilleven met vissen en vruchten                                             | 1652          |            |
| SK-A-1529        | Harmen Steenwijck                            | Stilleven met aarden kruik, vissen en vruchten en Stilleven met vissen en vruchten                                             | 1652          |            |
| SK-A-798         | Mogelijk Hendrik van Steenwijck (I)          | Slapende mannen in een ruimte met verlichte gewelven                                                                           | 1580-1630     |            |
| SK-A-2499        | Alphonse Stengelin                           | Bos met berkebomen | 1875-1910     |            |
| SK-A-3609        | Alfred Stevens                               | De weduwe | 1850-1906     |            |
| SK-A-2358        | Stevers                                      | Vanitasstilleven | 1630-1660     |            |
| SK-A-1137        | Hendrik Stokvisch                            | Landschap met vee bij Darthuizen                                                                                               | 1814          |            |
| SK-A-3830        | Jan Stolker                                  | Portret van Theodorus Bisdom van Vliet en zijn gezin                                                                           | 1757          |            |
| SK-A-4692        | Matthias Stom                                | Ecce Homo | 1630-1650     |            |
| SK-A-216         | Toegeschreven aan Matthias Stom              | Johannes de Doper | 1630-1650     |            |
| SK-A-395         | Dirck Stoop                                  | Jachtpartij | 1649          |            |
| SK-A-1714        | Dirck Stoop                                  | Rustende jagers | Ca. 1650-1655 |            |
| SK-C-883         | Maerten Stoop                                | Een ingekwartierde officier | 1640-1647     |            |
| SK-A-2573        | Maerten Stoop                                | Een ingekwartierde officier | 1640-1647     |            |
| SK-C-235         | Abraham Storck                               | Hollandse koopvaarders voor een mediterrane haven                                                                              | 1660-1680     |            |
| SK-A-749         | Abraham Storck                               | Italiaanse zeehaven | 1654-1708     |            |
| SK-A-1521        | Abraham Storck                               | De rede van Enkhuizen | 1654-1708     |            |
| SK-A-4102        | Abraham Storck                               | Walvisvangst in de Poolzee | 1654-1708     |            |
| SK-A-2132        | Abraham Storck                               | Bezoek van het Moskovisch gezantschap aan Amsterdam, 29 augustus 1697                                                          | 1697-1708     |            |
| SK-A-739         | Trant van Abraham Storck                     | Het eiland Onrust bij Batavia                                                                                                  | 1699          |            |
| SK-A-1289        | Jacobus Storck                               | Het kasteel Nijenrode aan de Vecht bij Breukelen                                                                               | 1660-1686     |            |
| SK-A-3812        | Louis Storm van 's-Gravensande               | Portret van Carel Herman Aart van der Wijck                                                                                    | 1900          |            |
| SK-A-1138        | Pieter Stortenbeker                          | Morgenstond aan de plassen | 1864-1866     |            |
| SK-A-396         | Abraham van Strij                            | De tekenles | 1790-1809     |            |
| SK-C-237         | Abraham van Strij                            | De huisvrouw | 1800-1811     |            |
| SK-A-1143        | Abraham van Strij                            | De ketelschuurster | 1808-1810     |            |
| SK-A-4195        | Abraham van Strij                            | Een kersenverkoopster aan de deur                                                                                              | 1816          |            |
| SK-A-1142        | Jacob van Strij                              | Landschap met veedrijver en schaapherder                                                                                       | Ca. 1780-1785 |            |
| SK-C-238         | Jacob van Strij                              | Landschap met landlieden bij hun vee en hengelaars op het water                                                                | 1800-1810     |            |
| SK-A-1140        | Jacob van Strij                              | Melktijd | 1800-1815     |            |
| SK-A-1141        | Jacob van Strij                              | Landschap met vee bij een ruïne                                                                                                | 1800-1815     |            |
| SK-C-613         | Jacob van Strij                              | Weidelandschap met vee | 1800-1815     |            |
| SK-A-1831        | Johannes Stroebel                            | Keukeninterieur | 1854          |            |
| SK-A-1139        | Johannes Stroebel                            | De staalmeesters van de Leidse Saaihal                                                                                         | 1866          |            |
| SK-A-4917        | Johannes Stroebel                            | Gezelschap in 17e-eeuwse dracht bij een tafel waarop een Nautilusbeker                                                         | 1873          |            |
| SK-A-5088        | Georg Sturm                                  | Architectuur- Sculptuur - Schilderkunst                                                                                        | 1876-1885     |            |
| SK-A-5089        | Georg Sturm                                  | Boekverluchting - Edelsmeedkunst - Naaldkunst                                                                                  | 1876-1885     |            |
| SK-A-4675        | Johannes Daniël Susan                        | Zelfportret | 1839          |            |
| SK-A-3374        | Toegeschreven aan Lambert Sustris            | Nessus en Deianeira | 1540-1560     |            |
| SK-A-3479        | Toegeschreven aan Lambert Sustris            | Liggende Venus | Ca. 1540-1560 |            |
| SK-A-3424        | Omgeving van Lambert Sustris                 | Vrouw met waterkruik Zie Vier allegorische vrouwenfiguren                                                                      | 1540-1570     |            |
| SK-A-3425        | Omgeving van Lambert Sustris                 | Vrouw met schild Zie Vier allegorische vrouwenfiguren                                                                          | 1540-1570     |            |
| SK-A-3426        | Omgeving van Lambert Sustris                 | Vrouw met schrijftafeltje Zie Vier allegorische vrouwenfiguren                                                                 | 1540-1570     |            |
| SK-A-3427        | Omgeving van Lambert Sustris                 | Vrouw met spiegel Zie Vier allegorische vrouwenfiguren                                                                         | 1540-1570     |            |
| SK-A-2490        | John Macallan Swan                           | Moederliefde | 1870-1904     |            |
| SK-A-3613        | John Macallan Swan                           | Nemesis | 1870-1905     |            |
| SK-A-3610        | John Macallan Swan                           | IJsberen beklimmen een ronddrijvende sloep                                                                                     | 1870-1910     |            |
| SK-A-3611        | John Macallan Swan                           | De sirenen | 1870-1910     |            |
| SK-A-3612        | John Macallan Swan                           | Vluchtelinge | 1870-1910     |            |
| SK-A-4680        | John Macallan Swan                           | IJsberen | 1870-1910     |            |
| SK-A-4681        | John Macallan Swan                           | Slapende leeuw bij nacht | 1870-1910     |            |
| SK-A-3614        | John Macallan Swan                           | Dorst | 1896          |            |
| SK-A-862         | Toegeschreven aan Isaac Claes van Swanenburg | De gelijkenis van het onkruid onder de tarwe                                                                                   | 1590-1610     |            |
| SK-A-730         | Jacob Isaacsz. van Swanenburg                | Het laatste oordeel en de zeven hoofdzonden                                                                                    | 1600-1638     |            |
| SK-A-2497        | Herman van Swanevelt                         | Italiaans landschap | 1643          |            |
| SK-A-4713        | Herman van Swanevelt                         | Landschap met de doop van de Kamerling                                                                                         | 1630-1639     |            |
| SK-C-592         | Gerrit Pietersz. Sweelink                    | Het korporaalschap van kapitein Jan Jansz. Karel en luitenant Thijs Pietersz. Schrijver                                        | 1604          |            |
| SK-A-2845        | Michael Sweerts                              | De hongerigen spijzen Zie De zeven werken van barmhartigheid                                                                   | 1646-1649     |            |
| SK-A-2846        | Michael Sweerts                              | De dorstigen laven Zie De zeven werken van barmhartigheid                                                                      | 1646-1649     |            |
| SK-A-2847        | Michael Sweerts                              | De naakten kleden Zie De zeven werken van barmhartigheid                                                                       | 1646-1649     |            |
| SK-A-2848        | Michael Sweerts                              | De zieken bezoeken Zie De zeven werken van barmhartigheid                                                                      | 1646-1649     |            |
| SK-A-1957        | Michael Sweerts                              | Een schildersatelier | Ca. 1646-1650 |            |
| SK-A-1958        | Michael Sweerts                              | De kaartspelers | Ca. 1646-1652 |            |
| SK-A-3855        | Michael Sweerts                              | Portret van Joseph Deutz | Ca. 1648-1649 |            |
| SK-C-884         | Michael Sweerts                              | Damspelers | 1652          |            |
| SK-A-2574        | Michael Sweerts                              | Damspelers | 1652          |            |
| SK-A-3896        | Trant van Michael Sweerts                    | Markttafereel in Rome | 1650-1680     |            |
| SK-A-2310        | Toegeschreven aan Johannes van Swinderen     | Een kunstenaar uit de klassieke oudheid                                                                                        | 1628-1636c    |            |
| SK-A-2850        | Pantaleon Szyndler                           | Portret van Johann Wilhelm Kaiser                                                                                              | Ca. 1875-1900 |            |